# مطار براك
مطار براك (بالإنجليزية: Brak Airport)‏ (إياتا: BCQ ) هو مطار يخدم مدينة براك في ليبيا.

## نبذة
بناء على القرار الوزاري رقم (5) لسنة 2014 بشأن تحوير قاعدة براك الجوية إلى مطار مدنى وتبعيته لمصلحة المطارات طرابلس وتم تكليف الطيار محمد حماد محمد مدير عام للمطار، وتم تجهيز وصيانة الصالات القديمة بالمطار وصيانة المهبط.